# نگاشت مکعب
نگاشت مکعب (انگلیسی: Cube mapping) شیوه‌ای برای نگاشت محیط است که از شش وجه مکعب استفاده می‌کند. در این شیوهٔ محیط به وجه‌های مکعب که در قالب شش تکسچر مربعی یا باز شده در شش ناحیهٔ یک تکسچر است افکنده می‌شود.